# Обрва
Обрва је област густих, нежних длака изнад ока која прати облик ниже границе обрвног гребена код неких сисара. Хипотетски, њихова главна улога је у спречавању да зној, вода и друге нежељене материје доспеју у очну чашицу, али оне су такође важне и у људској комуникацији и фацијалној екпресији. Није ретка појава код људи – жена конкретно – да модификују обрве у смислу додавања длака, уклањања, шминке, тетовирања или пирсинга.

## Функције

### Физичке
Популарно се верује да је главна улога обрве да спречи влажење, већином сланим знојем и кишом, од падања у очи (иако ова сугестија никад није стављена на ниво научне хипотезе). Типични искривљени облик обрве (са искривљењем са стране) и смер у којем су длаке обрве усмерене, омогућава да влага тежи да се слива споредним путевима око очију, са стране главе и носа. Благо испупчен гребен обрве савремених људи такође може да служи и као одбрамбена структура од влаге. Десмонд Морис, дискутујући могућу улогу обрва у људској еволуцији, критиковао је ову сугестију као не-ефективну и предложио је примарна функција обрва да сигнализује промене располежења људи. Заједно са гребеном обрва, обрве такође засењују очи од сунчеве светлости. Обрве такође спречавају да прљавштина као што је перут и други мали објекти упадну у очи, такође омогућујући сензитиван осећај за детектовање ојеката у близини ока, као што су мали инсекти.

### Физиолошка
Обрве имају важну олакшавајућу улогу у комуникацији, појачавајући изразе, као што су изненађење или бес. Многи уметнци за шминку гледају на обрве као важну одлику у дефинисању лица. Обрве обликују људско лице и дефинишу нечије очи и чело. У зависности од облика обрва, оне понекад могу изазвати нешто што је познато као лажна фацијална екпресија (као кад су обрве особе обликоване тако да изгледа да је особа љута, али у ствари није). Неки људи могу да померају обрве горе и доле наизменично.

### Обрве као органи чула вида
Џозеф Џорденија је предложио да је примарна еволутивна улога јасно видљивих обрва била сигруност од предатора током вулерабилног спавања током ноћи, када су ране хоминидске групе почеле да спавају на земљи, удаљени од дрвећа. Шуњајући предатори (као велике мачке) по правилу престају са ловом ако примете да их животиње посматрају. Јефтине пластичне маске, стављене на задњи део главе, сачувале су многе људске животе у Индији и Бангладешу, где су тигрови-људождери тражили жртве у Сандарбанс националном парку. Многи предатори (посебно велике мачке) осетљиви су на видне органе, и све велике мачке имају чулне органе на задњем делу ушију. Према Џорденију, ноћу, када су хоминидске очи затворене, обрве избочене напред, трепавице, избочене наниже, формирали су јасно дефинисани овални орган чула вида на ‘спавајућем’ људском лицу, стварајући илузију да су очи и даље отворене и гледају (и тако могу одвратити предаторе од нападања хоминида који спавају).

### Идентификација
У студији коју је објавио Институт за технологију у Масачусетсу, где су учесници упитани да идентфикују познате личности било на основу њихових очију или обрва дигитално уређених, учесници су били у могућности да препознају 46% познатих личности са уређеним обрвама, у поређењу са 60% случајева где су очи биле уклоњене. Открића укузају на важност обрва у обезбеђивању кључних тачака индивидуалног идентитета.